# Walking on Air
A Walking on Air egy dal Kerli észt énekesnőtől. Második hivatalos kislemeze debütáló, Love Is Dead című albumáról. 2007-es magáról elnevezett középlemezére is felkerült. Kerli mellett Lester Mendez szerezte, producere is ő volt. „Álmaink követéséről” szól.
A So You Think You Can Dance című műsorban kétszer is felhasználták a dalt, a Fringe mellett. Az iTunes-on 2008. július 21-én a hét ingyenes kislemeze ajánlat részeként jelent meg. A promóció keretében 550 000 példány kelt el belőle, ezzel a legnépszerűbb ingyenes kislemez lett. A kritikusok vegyesen fogadták a dalt, egyesek a történetet dicsérték a számban.
A videóklipet Alex Topaller és Dan Shapiro rendezte, 2008. május 19-én jelent meg. 2012. márciusában még mindig az iTunes Top 200 Alternative Music Video listán volt, megjelenésétől kezdődően. A videó egy olyan házat mutat be, ahol minden ellenkezőleg történik, mint ahogy az várható.
2008. október 14-én egy EP jelent meg, mely a Walking on Air öt remixét tartalmazza.

## Kompozíció
Kerli-nek édesanyja fiatal korában egy történetet mesélt el rendszeresen: „A fekete, fekete világban volt egy fekete, fekete város, és a fekete, fekete városban volt egy fekete, fekete ház, és a fekete, fekete házban volt egy fekete, fekete szekrény, és a fekete, fekete szekrényben volt egy fehér doboz.” Ez inspirálta részben az énekesnőt a dal szerzéséhez.
A szám „az álmok követéséről” szól, és egy „ijesztő lányról, aki egy kicsi, ijesztő helyről jött egy nagy álommal, szereti a zenét, de senki sem bízik benne.”

## Élő előadások
2008-ban Los Angeles-ben, október 22-én a Scream Awards fellépője. 2009-ben München-ben lépett fel, Németországban, majd július 19-én Tallinnban énekelte el a dalt.

## Számlista és formátumok
| - CD promo 1. Walking on Air (Radio Edit) – 3:47 2. Walking on Air (LP Version) – 4:26 - Digitális letöltés 1. Walking on Air (Radio Edit) – 3:47 - 12" vinyl promo 1. Walking on Air (Radio Edit) – 3:47 2. Walking on Air (Armin van Buuren Club Mix) – 7:43 3. Walking on Air (Lindbergh Palace Full Mix) – 6:23 4. Walking on Air (Ralphi Rosario & Craig J Club Mix) – 9:46 5. Walking on Air (Josh Harris Club Mix) – 8:06 | - CD kislemez 1. Walking on Air (Radio Edit) – 3:49 2. Walking on Air (Armin van Buuren Radio Edit) – 3:23 - Remix EP 1. Walking on Air (Ralphi Rosario & Craig J Club Mix) – 9:46 2. Walking on Air (Josh Harris Club Mix) – 8:06 3. Walking on Air (Lindbergh Palace Full Mix) – 6:23 4. Walking on Air (Armin van Buuren Club Mix) – 7:43 5. Walking on Air (Ralphi Rosario Big Dub) – 9:32 |

## Megjelenések
| Ország           | Dátum             | Formátum           |
| ---------------- | ----------------- | ------------------ |
| Egyesült Államok | 2008. január 1.   | Digitális letöltés |
| Egyesült Államok | 2008. október 14. | Remixes EP         |